# Furanocumarina

Psoraleno.

Las furanocumarinas son metabolitos secundarios fenólicos de las plantas  cuya estructura química es la de una cumarina a la que se le adicionó un anillo furano.
Las furanocumarinas son fototóxicas: son compuestos tóxicos solo en presencia de luz. Cumplen un rol importante en la defensa de las plantas ante los herbívoros y los hongos patógenos.
Algunas furanocumarinas estudiadas se activan en presencia de luz ultravioleta A (UV A) en la región de 320–400 nm. Al ser activadas, sus electrones alcanzan un estado de alta energía, con lo que pueden insertarse a sí mismas en la doble hélice del ADN y unirse a las bases pirimidínicas (citosina y timina), con lo cual bloquean la transcripción y la reparación del ADN, y finalmente llevan a la célula a la muerte.
Las furanocumarinas fototóxicas son especialmente abundantes en la familia de las umbelíferas, entre las que se encuentran el apio, la chirivía y el perejil. En el apio, los niveles de furanocumarinas pueden multiplicarse unas 100 veces si la planta está estresada o enferma. Los cosechadores de apio, y a veces hasta los comerciantes de apio, en ocasiones desarrollan sarpullidos ("skin rashes") por manipular apio estresado o enfermo. Algunos insectos están adaptados a vivir en plantas que poseen altas concentraciones de furanocumarinas y otros compuestos fototóxicos, en las que construyen redes de seda, o en las que enrollan las hojas tapando la luz.